# ベレニカ・トムシア
ベレニカ・トムシャ（Berenika Tomsia、1988年3月18日 - ）は、ポーランドの元女子バレーボール選手。元ポーランド代表。

## 来歴
2010年、ポーランド代表に初選出される。同年のモントルーバレーマスターズで代表デビューし、自身もベストブロッカー賞を受賞した。同年8月のワールドグランプリでは予選ラウンド2位、ファイナル6位の好成績を残した。日本で開催された世界選手権に出場し、9位となった。
2011年9月の欧州選手権からはレギュラーに抜擢される。2012年のロンドン五輪欧州大陸予選、ワールドグランプリではレギュラーとしてチームを牽引した。
2012-13シーズンにはトルコリーグの強豪フェネルバフチェでプレーしていた。
2019年、NECレッドロケッツにオポジットとして入団した。
2020年、2019-20シーズン終了をもって退団。地元メディアには、1日7時間ものの練習に若い選手達が熱心に取り組んでいることにカルチャーショックを受け、自身はその長時間の練習に耐え切れなかったと話している。

## 球歴
- 世界選手権 - 2010年（9位）
- 欧州選手権 - 2011年（5位）
- ワールドグランプリ - 2010年（6位）、2011年（10位）、2012年（8位）

## 受賞歴
- 2010年 モントルーバレーマスターズ　ベストブロッカー賞
- 2011年 ポーランドカップ　ベストブロッカー賞

## 所属クラブ
- スペス・バレー・コネリアーノ（2006-2007年）
- BKSスタル・ビェルスコ＝ビャワ（2007-2011年）
- スカボリーニ・ペーザロ（2011-2012年）
- フェネルバフチェ（2012-2013年）
- LTSレギオノヴィア・レギオノヴォ（2013-2014年）
- Promoball Flero（2014-2016年）
- イモコ・コネリアーノ（2016-2017年）
- USプロヴィクトリア・モンツァ（2017年）
- パッラヴォーロ・フィロットラーノ（2017-2018年）
- KPS Chemik Police（2018年）
- 興国生命ピンクスパイダーズ（2018-2019年）
- NECレッドロケッツ（2019-2020年）